# James Hahn (golf)
Cet article concerne le golfeur américain James Hahn. Pour le politicien américain, voir James Hahn.
James Hahn (né le 2 novembre 1981) est un golfeur professionnel américain jouant sur le PGA Tour.
Né à Séoul, en Corée du Sud, Hahn a débuté à Alameda, en Californie. Il a joué à l'école de golf de l'Université de Californie, à proximité de Berkeley, et passe professionnel après avoir obtenu son diplôme en 2003. Il a joué sur les Canadian Tour, Korean Tour et Gateway Tour avant de rejoindre le Tour national canadien en 2010. Il a terminé 29e sur le Tour  lors de sa saison de recrutement, après avoir été cinq fois dans les dix premiers. Le 4 juin 2012, il a signé sa première victoire sur le circuit au Rex Hospital Open, après la défaite de Scott Parel en play-off.
En février 2015, Hahn a remporté pour la première fois un tournoi du PGA Tour, le Northern Trust Open joué au Riviera Country Club. Il a battu Paul Casey et Dustin Johnson en play-off, par ailleurs trois joueurs ont terminé à égalité à 6 points. La victoire a permis à Hahn d'entré dans le top 100 mondial pour la première fois ce qui lui a valu d'être qualifié pour le Masters 2015, mais ne passe pas le cut à un coup près.
En mai 2016, Hahn a remporté pour la deuxième fois un tournoi du PGA Tour, le Wells Fargo Championship après avoir battu Roberto Castro en play-off. Cela lui permet d'obtenir en son meilleur classement en carrière, 55e au OWGR.

## Victoires professionnelles

### PGA Tour
| N° | Date             | Tournoi                  | Score           | Points | Niveau atteint | Adversaire(s)              | Remarque                                                                                       |
| -- | ---------------- | ------------------------ | --------------- | ------ | -------------- | -------------------------- | ---------------------------------------------------------------------------------------------- |
| 1  | 22 février, 2015 | Northern Trust Open      | 66-74-69-69=278 | -6     | Play-off       | Paul Casey, Dustin Johnson | Gagné avec birdie sur le troisième trou de play-off Casey éliminé avec un par au deuxième trou |
| 2  | Le 8 mai 2016    | Wells Fargo Championship | 70-71-68-70=279 | -9     | Play-off       | Roberto Castro             | Gagné avec un par au premier trou de play-off                                                  |

### Web.com
| N° | Date        | Tournoi            | Score           | Points | Niveau atteint          | Adversaire  |
| -- | ----------- | ------------------ | --------------- | ------ | ----------------------- | ----------- |
| 1  | 3 juin 2012 | Rex Hôpital Ouvert | 67-68-69-67=271 | -13    | En séries éliminatoires | Scott Parel |

### Canadian Tour
2009 : Telus Edmonton Open, Riviera Nayarit Classic

## Résultats dans les grands championnats
| Tournoi               | 2012 | 2013 | 2014 | 2015 | 2016 |
| --------------------- | ---- | ---- | ---- | ---- | ---- |
| Masters Tournament    |      |      |      | CUT  |      |
| US Open               | CUT  |      |      |      |      |
| The Open Championship |      |      |      | CUT  |      |
| PGA Championship      |      |      |      | CUT  |      |

Vide : absent
CUT = ne passe pas le cut